# Chōjū Kishin Dancouga
Chōjū kishin dancouga (jap. 超獣機神ダンクーガ Chōjū kishin Dankūga; pl. Mechaniczny Bóg Superbestii Dancouga) – serial anime z gatunku mecha, wyprodukowany przez firmę Ashi Productions. Był emitowany na kanale TBS od 5 kwietnia do 27 grudnia 1985 roku i liczył 38 odcinków. Mimo skrócenia serialu, który początkowo miał liczyć 52 odcinki, zyskał on w Japonii dość dużą popularność. Doprowadziło to do wyprodukowania OVA Requiem For The Victims i filmu God Bless Dancouga jako bezpośrednich kontynuacji wątków z anime, a w 2007 wyprodukowano serial Dancouga Nova, który był jednak tylko luźnie wzorowany na oryginalnej serii.
Slogan serialu to: Zrobimy to! (jap. やってやるぜ! Yatte yaru ze). Zdanie to często wypowiada główny bohater serialu - Shinobu.

## Fabuła
Pod koniec XX wieku Ziemia zostaje zaatakowana przez imperium kosmitów Muge Zorbados. Ziemię może uratować tylko czwórka żołnierzy pilotujących maszyny zwane Jūsenki (jap. 獣戦機), które mogą połączyć się w potężnego robota zwanego Dancougą. Walka z kosmitami jest o tyle trudna, że w szeregach wroga znajduje się ziemski zdrajca, który był kolegą bohaterów ze szkoły wojskowej. Serial jest wyjątkowy pod tym względem, że możliwość połączenia czwórki maszyn w jedną pojawia się dopiero w połowie serii, do tej pory każda z czterech Jūsenki walczy samodzielnie.

## Ziemianie

### Jūsenkitai
- Shinobu Fujiwara (jap. 藤原忍 Fujiwara Shinobu) - główna postać serialu, urodzony w 1968 as lotnictwa i lider drużyny. Pilotuje Eagle Fightera. Shinobu pochodzi z górskich regionów Japonii, zaś przed atakiem kosmitów był kadetem w Australijskiej Akademii Wojsk Kosmicznych wraz z pozostałymi członkami drużyny oraz Shapiro. Do wojska dołączył z powodu chęci latania i sprzeciwienia się ojcu. Choć jest pilotem najwyższej klasy, z charakteru jest bardzo lekkomyślny, nadmiernie pewny siebie i kąpany w gorącej wodzie, co jest przyczyną jego ciągłych problemów. Ponadto jest skłonny do częstego ryzykowania i bójek z innymi. Podkochuje się w Sarze, choć często wypomina jej związek ze zdrajcą. W odcinku 16 otrzymał możliwość połączenia czterech maszyn drużyny w Dancougę.
- Sara Yūki (jap. 結城沙羅 Yūki Sara) - jedyna dziewczyna w drużynie, rudowłosa pilotka Land Cougara. Podchodzi z Półwyspu Izu. Przed akcją serialu była kadetką w Akademii Wojsk Kosmicznych, gdzie zakochała się w swoim przełożonym Shapiro Keatsu, który podczas pierwszej walki z kosmitami zdezerterował i przeszedł na stronę wroga. Od tamtej pory targają ją sprzeczne uczucia wobec niego oraz problemy z lojalnością wobec przyjaciół. Po swoich przeżyciach Sara zaczęła twierdzić, że mężczyźni gotowi są zostawić kobietę dla władzy i siły. Mimo swoich problemów miłosnych jest bardzo spokojna i uczuciowa, co stanowi kontrast do zachowania Shinobu.
- Masato Shikibu (jap. 式部雅人 Shikibu Masato) - najmłodszy członek drużyny, pilot Land Ligera. Jest dziecinny, nieodpowiedzialny i często oszukujący innych, by uniknąć dyscypliny. Masato pochodzi z prefektury Iwate i jest synem potentata zbrojeniowego, jednak wbrew jego woli poszedł do wojska by pokazać ojcu, co robią rzeczy przez niego produkowane. Choć jest najmniej doświadczonym z pilotów świetnie daje sobie radę w walce i dorównuje pozostałym swymi zdolnościami. Jest zaprzyjaźniony z Laurą Sullivan, w której następnie się z wzajemnością zakochuje.
- Ryō Shiba (jap. 司馬亮 Shiba Ryō) - zastępca dowódcy, pilot Big Motha. Ryō został osierocony w dzieciństwie i przebywał w domu dziecka, jednak zaczął praktykować kenpō, co wyszlifowało jego spokojny, łagodny i rozsądny charakter. Jest przeciwieństwem Shinobu, jednak tak jak on jest bardzo odważny i ma duże poczucie sprawiedliwości. Po skończeniu Akademii Ryō postanowił dalej trenować sztuki walki, jednak na prośbę generała Igora dołączył do drużyny podczas ataku na Kansas City.

### Inni
- Ross Igor (ロス・イゴール Rosu Igōru) - generał będący przełożonym czwórki bohaterów, najprawdopodobniej Rosjanin. Jest bardzo wymagający, nieustępliwy i żądny od podwładnych posłuszeństwa, ale wierny ich poczynaniom. Denerwuje się gdy słyszy pseudonim Czarny Rycerz, którym okazuje się być jego syn Alan. Choć ojciec i syn nie są w najlepszych stosunkach, generał bardzo się o niego martwi i nie pozwala nikomu zrobić mu krzywdy. Ich konflikt odnośnie do strategii walki został zażegnany, gdy okazało się, że generał Igor planował kupić trochę czasu by Ziemianie sformowali regularne oddziały i walczyli z kosmitami poza planetą. Generał uznawał swoich podwładnych za namiastkę dzieci. W 29. odcinku, by chronić bazę, postanawia nakazać Hazukiemu aktywację Gandora, a następnie podczas wtargnięcia obcych ginie ochraniając Laurę.
- Kōtarō Hazuki (葉月考太郎 Hazuki Kōtarō) - japoński naukowiec, twórca czterech Jūsenki oraz Gandora. Jest nieco szorstki, jednak potrafi okazać ludzkie uczucia. Kiedy bohaterowie przywieźli Laurę do bazy, Hazuki postanowił się nią zaopiekować. Po śmierci generała Igora stał się przełożonym drużyny.
- Laura Sullivan (ローラ・サリバン Rōra Sariban) - osierocona dziewczynka ze Stanów, z którą zaprzyjaźnił się Shinobu, który następnie przygarnął ją i przywiózł do bazy. Jej opiekunem postanowił zostać doktor Hazuki. Laura umie śpiewać i najczęściej przebywa w towarzystwie Masato, z którym się zaprzyjaźniła. Ma pieska o imieniu Becky, z którym jest praktycznie nierozłączna. Laura najczęściej śpiewa lub nuci piosenkę poznaną od tajemniczego mężczyzny, którym okazuje się Shapiro. W trakcie trwania serii oraz jej kontynuacji pojawiają się przesłanki, że ojcem Laury jest Alan Igor.
- Alan Igor (アラン・イゴール Aran Igōru) - syn generała Igora, nosi pseudonim Czarny Rycerz i jest pilotem zaprojektowanego przez samego siebie Black Winga, którego moc jest porównywalna z mocą Jūsenki. Początkowo przybywał znikąd i pomagając drużynie wytykał im błędy, co denerwowało zwłaszcza Shinobu. Jest skonfliktowany ze swoim ojcem, gdyż twierdzi, że jego własny elitarny oddział powinien walczyć z kosmitami w kosmosie na ich terenie. Okazuje się jednak, że obydwaj myśleli o tym samym, lecz generał planował zrobić to dopiero po sformowaniu regularnego wojska. Alan ginie w 35 odcinku w samobójczym ataku na Księżycu. Jest prawdopodobnie ojcem Laury.

### Jūsenki
Jūsenki (獣戦機, dosłownie zwierzęce maszyny bojowe) są czterema maszynami zaprojektowanymi przez doktora Hazukiego. W ich skład wchodzą jeden myśliwiec, jeden duży czołg oraz dwa mniejsze. Każda z maszyn posiada trzy formy - pojazdu, przypominający zwierzę Tryb Agresywny aktywowany przez furię pilota, a także Tryb Humanoidalny. W odcinku 16 maszyny zyskały możliwość połączenia się w robota Dancougę. 
- Dancouga (ダンクーガ Dankūga) - tytułowy robot serialu powstały z połączenia Jūsenki. Jest zasilany mocą duchową czwórki pilotów, co czyni go wielokrotnie silniejszym niż w postaci samego połączenia maszyn. Połączenie może być aktywowane tylko przez Shinobu po wpisaniu kodu DANCOUGA i tylko wtedy, jeśli cała czwórka jest w szale bojowym. Robot najczęściej walczy wręcz i używa broni dołączonych do Jūsenki, jednak posiada on również działo o nazwie Daigun, zaś jego najsilniejszą bronią jest miecz Dancouken. Pod koniec serialu do Dancougi doczepiono sprzęt umożliwiający mu latanie. Jak zostało ujawnione w serialu, nazwa robota może być zapisana w kanji (断空我), co dosłownie oznacza wprowadzać w sobie pustkę.  
  - Eagle Fighter (イーグルファイター Īguru Faitā)
  - Land Cougar (ランドクーガー Rando Kūgā)
  - Land Liger (ランドライガー Rando Raigā)
  - Big Moth (ビッグモス Biggu Mosu)

## Muge Zorbados
- Muge Zorbados (ムゲ・ゾルバドス Muge Zorubadosu)
- Shapiro Keats (シャピロ・キーツ Shapiro Kītsu)
- Deathgire (デスガイヤー Desugaiyā)
- Gildrome (ギルドローム Girudorōmu)
- Helmut (ヘルマット Herumatto)
- Luna Rossa (ルーナ・ロッサ Rūna Rossa)

## Obsada głosowa
- Shinobu Fujiwara: Kazuki Yao
- Sara Yūki: Yuriko Yamamoto
- Masato Shikibu: Shigeru Nakahara
- Ryō Shiba: Kaneto Shiozawa
- Shapiro Keats: Norio Wakamoto
- Laura Sullivan: Rie Fujiwara
- Ross Igor: Masaru Ikeda
- Alan Igor: Hideyuki Tanaka
- Kōtarō Hazuki: Hiroya Ishimaru
- Muge Zorbados: Shūsei Nakamura
- Deathgire: Yūsaku Yara
- Gildrome: Masaharu Satō
- Helmut: Issei Futamata
- Luna Rossa: Saeko Shimazu

## Spis odcinków[1]
1. Teikoku no Yabara
2. Hoero! Jyu Sen Ki
3. Shapiro! Tensei!!
4. Nerawa reta jamingu
5. Tsui Ko Ni Kita Otoko
6. Sen Jyora no Sei Shojo
7. Koi chi na Ei Yura
8. Geki Sen!! Omoi Dewa Otorini
9. Amazon Gawa no Mojyu
10. Kishi no Densetsu
11. Teki Gara no En Go Shiyageki
12. Me Gi merona Kyoryu
13. Rarugiri no Mochi
14. Nyu Yokku Shi Gai Sen
15. Jyu Koe, Hito Koe, Idaiyo Kami No Senshi! Act 1
16. Jyu Koe, Hito Koe, Idaiyo Kami No Senshi! Act 2
17. DESUGAIYAA no haiboku
18. Kami no kuni e no yuuwaku
19. Kaiki!! Akuma ni kesareta butai
20. Hae HAATOBUREIKU
21. Oritekita shinigami
22. Tomatta jikan
23. Satsujinki e no houfuku
24. Gaisenmon moyu
25. YOUROPPA sensen no wana
26. Kuro kishi no himitsu
27. You hoshi otsu
28. Kemono sen kichi soukougeki (zenpen)
29. Kemono sen kichi soukougeki (nochi hen)
30. Senjou! deai, soshite wakare
31. Sari yukishi choukan
32. Sora kara no kyouteki
33. Tobe ashita e!! shougun no kora
34. Kokyou ni wakare no uta wo
35. Tsuki wa jigoku da!!
36. Yabou no houkai
37. Ankoku no shuuen
38. Saigo no houkou